# Oreopanax parviflorus
Oreopanax parviflorus är en araliaväxtart som beskrevs av José Cuatrecasas. Oreopanax parviflorus ingår i släktet Oreopanax och familjen Araliaceae. Inga underarter finns listade.